# Милетић Михајловић
Милетић Михајловић Тића (1. октобар 1951) је српски политичар тимочке влашке националности. У Народној скупштини Србије је од 2007. године као посланик Социјалистичке партије Србије. Од 2010. године је члан Националног савета Влаха који представља тимочке Влахе.

## Младост и каријера
Михајловић је рођен у Петровцу на Млави, у тадашњој СР Србији у ФНРЈ. Завршио је Учитељску школу и Универзитет у Београду, радио као професор и био директор Петровачке гимназије од 1991. до 2001. године. Тренутно је председник надзорног одбора Фонда Светозар Марковић.

## Политичка каријера

### Руководство Социјалистичке партије и општинска политика
Михајловић је био потпредседник Општинског одбора Социјалистичке партије у Петровцу на Млави од 1990. до 1992. године. Касније је постао председник одбора од 2002. до 2004. године, вратио се на место председника 2006. и наставља да служи у овој улози од 2017. Био је и председник Окружног одбора Социјалистичке партије за Браничевски округ; у том својству, надгледао је неке аспекте сахране Слободана Милошевића у Пожаревцу у родном граду бившег председника Србије 2006.
Био је члан главног одбора Социјалистичке партије на националном нивоу од 2002. и 2004. године, а потом се вратио на ту функцију 2006. године. За председника странке изабран је 2012. године.
Михајловић је политички активан на општинском нивоу и изабран је за председника Скупштине општине Петровац на Млави 2004.

### Народна скупштина Србије
Михајловић је на парламентарним изборима 2007. године заузео 147. место на изборној листи Социјалистичке партије (која је углавном била распоређена по азбучном реду). Странка је освојила шеснаест мандата, а Михајловићева је изабрана у њену скупштинску делегацију. (Од 2000. до 2011. посланички мандати у Србији су се додељивали странкама или коалицијама спонзорима, а не појединачним кандидатима, а уобичајена је пракса да се мандати додељују по бројчаном редоследу. Михајловићева ниска позиција није га спречила да добије мандат.) Добио је 153. место на листи (поново је на листи био највише 153). На парламентарним изборима 2008. поново је изабран да служи у скупштини када су Социјалистичка партија и њени савезници освојили двадесет посланичких места.
Изборни систем Србије реформисан је 2011. године, тако да су посланички мандати додељени по бројчаном реду кандидатима на успешним листама. Михајловић је поново биран на парламентарним изборима 2012, 2014. и 2016, у сваком случају након што је добио релативно високе позиције на листи. Тренутно је члан скупштинског одбора за правосуђе, државну управу и локалну самоуправу; члан одбора за образовање, науку, технолошки развој и информационо друштво; заменик члана три друга одбора; заменик члана делегације Србије у Парламентарној скупштини НАТО-а (где Србија има придружено чланство); лидер посланичке групе пријатељства Србије са Румунијом; и члан посланичких група пријатељства са Белорусијом, Ирском, Казахстаном, Француском, Швајцарском и Шпанијом.
Социјалистичка партија Србије је део Владе Србије од 2008. године. Осим првог скупштинског мандата, када је био опозиционар, Михајловић је био у владиној скупштинској већини.

### Национални савет влашке националне мањине
Михајловић је тимочки Влах . Изабран је у Националном савету Влаха 2010. године као носилац листе Власи за Србију – Србија за Влахе; у овој кампањи супротставио се, како је описао, настојањима румунске владе да утиче на влашке послове у Србији. Касније је био заменик председника Савета. Поново је изабран 2014. године, након што је добио другу позицију на листи Власи за Србију – Србија за Влахе.